# Lista de espécies invasoras no Brasil
Esta é uma lista de espécies invasoras no Brasil.

## Plantas

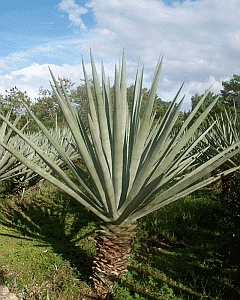
Sisal (Agave sisalana)

- Acacia auriculiformis A. Cunn. ex Benth. - Papuan wattle
- Acacia farnesiana (L.) Willd. - Sweet acacia
- Acacia longifolia (Andrews) Willd - Acácia-trinervis
- Acacia mangium Willd. - Acácia-australiana
- Acacia mearnsii De Wild - Acácia-Negra
- Acacia podalyriifolia A. Cunningham ex G. Don. - Queensland silver wattle
- Agave sisalana Perr. - Sisal
- Aleurites moluccana (L.) Willd. - Nogueira-de-iguapé
- Ammi majus L. - Ammi
- Andropogon gayanus Kunth. - Capim-andropogon
- Archontophoenix cunninghamiana H. Wendl. & Drude.- Palmeira-australiana
- Artocarpus heterophyllus Lam. - Jaqueira
- Asparagus setaceus (Kunth) Jessop - Asparagus
- Azadirachta indica A. Juss. - Nim
- Bambusa sp. Schreb. - Bambu
- Bambusa textilis McClure gracillis - Bambu-de-jardim
- Bambusa vulgaris Schrad. ex J.C. Wendl. - Common bamboo
- Brachiaria sp. (Trin.) Griseb. - Braquiária
- Brachiaria arrecta Hack. ex T. Durand & Schinz) Stent. - Braquiária
- Brachiaria brizantha (Hochst. ex A. Rich.) Stapf. - Braquiárião
- Brachiaria decumbens Stapf. - Braquiária
- Brachiaria dictyoneura (Fig. & De Not.) Stapf. - Braquiária
- Brachiaria humidicola (Rendle) Schweick. - Braquiária
- Brachiaria mutica (Forsk.) Stapf. - Braquiária
- Brachiaria plantaginea - Braquiária
- Brachiaria ruziziensis R. Germ. & Evrard. - Braquiária
- Brachiaria stolonifera Gooss. - Braquiária
- Brachiaria subquadripara (Trin.) Hitchc. - Braquiária
- Calotropis gigantea (L.) R. Br. - Calotrope
- Calotropis procera (Ait.) R.Br. - Algodão-de-seda
- Cassytha filiformis L. - Cipó-de-chumbo
- Casuarina equisetifolia L. - Casuarina
- Cenchrus ciliaris L. - Capim-búfalo
- Centella asiatica (L.) Urb. - Centela
- Chrysanthemum myconis L. - mal-me-quer
- Cirsium vulgare (Savi) Ten. - Cardo
- Citrus aurantium L. - Limão-cravo
- Citrus limon (L.) Burm. f. - Limão
- Coffea arabica L. - Café
- Cortaderia selloana (Schult. & Schult. F.) Asch. & Graebn. - Paina
- Crocosmia crocosmiiflora (W. A. Nicholson) N.E.Br. - Tritônia
- Crotalaria juncea L. - Sunn hemp
- Crotalaria spectabilis Roth - Showy crotalaria
- Cynodon dactylon (L.) Pers. - Grama-seda
- Cyperus rotundus L. - Tiririca
- Digitaria decumbens Stent. - Capim-pangola
- Dodonaea viscosa (L.) Jacq. - Vassoura-vermelha
- Dracaena fragrans (L.) Ker-Gawl. - Dracena
- Duchesnea indica (Andr.) Focke. - Morango-silvestre
- Echinochloa crus-galli (L.) Beauv. - Canarana
- Elaeis guineensis Jacq. - Palma-de-guiné
- Eragrostis curvula (Schrad.) Nees - Capim-chorão
- Eragrostis plana Nees - Capim annoni
- Eriobotrya japonica Lindl. - Nespereira
- Eucalyptus sp. L'Hér - Eucalipto
- Eucalyptus robusta Sm. - Eucalipto
- Furcraea foetida (L.) Haw.  - Piteira
- Grevillea robusta A. Cunn. ex R. Br - Grevilha
- Hedychium coccineum Buch.-Ham., ex Sm. - Gengibre-vermelho
- Hedychium coronarium J. König. - Borboleta
- Hovenia dulcis Thunb. - Uva-do-japão
- Hyparrhenia rufa (Nees) Stapf. - Capim-jaraguá
- Impatiens walleriana Hook. f. - Beijo
- Isotoma longiflora J. Presl. - Arrebenta-boi
- Leucaena leucocephala (Lam.) R. de Wit. - Leucena
- Ligustrum japonicum Thunb. - Alfeneiro
- Ligustrum lucidum W.T. Aiton. - Alfeneiro
- Ligustrum vulgare L. - Alfeneiro
- Lonicera japonica Thunb. ex Murray. - Madressilva
- Mangifera indica L. - Mangueira
- Melia azedarach L. - Cinamomo
- Melinis minutiflora P. Beauv. - Capim-gordura
- Mimosa caesalpiniifolia Benth. - Cebiá
- Morus alba L. - Amoreira
- Morus nigra L. - Amoreira
- Musa ornata Roxb. - Bananeira
- Musa rosacea Jacq. - Banana-flor
- Ophiopogon japonicus (L.f.) Ker Gawl. - Grama-preta
- Opuntia ficus-indica (L.) P. Mill. - Palma-forrageira
- Panicum maximum Jacq. - Capim-guiné
- Passiflora alata Dryander. - Maracujá
- Pennisetum purpureum Schumach - Capim-elefante
- Pinus sp. L. - Pinus
- Pinus caribaea Morelet - Pinus
- Pinus elliottii L. - Pinus
- Pinus taeda L. - Pinus
- Pittosporum undulatum Vent. - Pau-incenso
- Prosopis juliflora (Sw.) DC. - Algaroba
- Psidium guajava L. - Goiabeira
- Pueraria phaseoloides (Roxb.) Benth. - Puerária
- Rhynchelytrum repens (Willd.) C.E. Hubb. - Capim-gafanhoto
- Ricinus communis L. - Mamona
- Schizolobium parahyba (Vellozo) S. F. Blake.- Bacurubu
- Sechium edule (Jacq.) Sw. - Chuchu
- Senecio madagascariensis Poir.
- Spartium junceum L. - Giesta
- Spathodea campanulata P. Beauv. - Tulipeiro-da-África
- Syzygium jambolanum (Lam.) DC. - Jambolão
- Tecoma stans (L.) Juss. ex Kunth - Amarelinho, Ipê-de-jardim
- Thunbergia alata Bojer ex Sims - Cipó-africano
- Thunbergia grandiflora Roxb.- Tumbérgia-azul
- Tradescantia fluminensis Vell. - Trapoeraba
- Tradescantia zebrina Hort. Ex Loud - Lambari
- Ulex europaeus L. - Tojo
- Urena lobata L.- Carrapicho-do-mato

## Insectos
- Aedes aegypti Linnaeus - Mosquito-da-dengue
- Aedes albopictus Skuse - Mosquito-da-dengue
- Anthidium manicatum Linnaeus - Wool carder bee
- Apis mellifera Lepeletier - Abelha-africana
- Digitonthophagus gazella Fabr. - Rola-bosta
- Pheidole megacephala Fabricius - Formiga-cabeçuda-urbana

## Moluscos
- Achatina fulica Bowdich - Caramujo Gigante Africano
- Arion silvaticus Lohmander - Forest arion
- Arion subfuscus Draparnaud - Lesma
- Bradybaena similaris Ferussac - Molusco
- Bulinus tropicus Krauss - Molusco
- Corbicula fluminea Muller - Berbigão
- Corbicula largillierti Philippi - Berbigão
- Deroceras laeve Muller - Lesma
- Deroceras reticulatum Muller - Lesma
- Helix aspersa Muller - Caracol-comum-de-jardim
- Huttonella bicolor Hutton - Two-tone gullela
- Isognomon bicolor C. B. Adams - Ostra
- Lehmannia valentiana Ferussac - Lesma
- Limax flavus Linnaeus - Molusco
- Limax maximus Linnaeus - Molusco
- Limnoperna fortunei Dunker - Mexilhão-dourado
- Melanoides tuberculatus Muller
- Physella acuta Draparnaud
- Rumina decollata Linnaeus - Molusco
- Zonitoides arboreus Say - Molusco

## Outros invertebrados
- Agabiformius lentus Budde - Tatuzinho-de-jardim
- Armadillidium nasatum Budde-Lund. - Tatu-bolinha
- Charybdis hellerii Milne Edwards - siri
- Cordioniscus stebbingi Patience
- Eisenia fetida Savigny - Vermelha-da-califórnia
- Eudrilus eugeniae Kinberg - Minhoca-gigante-africana
- Haplophthalmus danicus Budde-Lund - Tatuzinho-de-jardim
- Litopenaeus vannamei Boone - Camarão-branco-do-pacífico
- Macrobrachium rosenbergii De Man - Camarão-gigante-da-malásia
- Metapenaeus monoceros Fabricius - Speckled shrimp
- Nagurus cristatus Dollfus
- Niambia squamata Budde-Lund
- Penaeus monodon Fabricius - Camarão-tigre-gigante
- Phyllorhiza punctata Von Lendenfeld - White-spotted jellyfish
- Porcellio dilatatus Brandt - Tatuzinho-de-jardim
- Porcellio laevis Latreille - Tatuzinho-de-jardim
- Porcellio scaber Latreille - Tatuzinho-de-jardim
- Porcellionides pruinosus Brandt - Tatuzinho-de-jardim
- Porcellionides sexfasciatus Koch - Tatuzinho-de-jardim
- Procambarus clarkii Girard - Lagostim Vermelho
- Pseudodiaptomus trihamatus Wright - Copépodo
- Rhithropanopeus harrisii Gould - Harris mud crab
- Trachelipus rathkei Brandt - Tatuzinho-de-jardim
- Tubastraea coccinea Lesson
- Tubastraea tagusensis Wells - Hard-coral
- Tylus niveus Budde-Lund - Tatuzinho-de-jardim

## Peixes
- Astronotus ocellatus Agassiz - Apaiari
- Betta splendens Regan - Beta
- Carassius auratus (Linnaeus) auratus. - Peixinho-dourado
- Cichla monoculus Spix and Agassiz - Tucunaré
- Cichla ocellaris Schneider - Tucunaré
- Clarias gariepinus Scopoli - Bagre-africano
- Ctenopharyngodon idella Valenciennes - Carpa-capim
- Cyprinus carpio Linnaeus - Carpa
- Micropterus salmoides Lacepède - Achigã
- Odontesthes bonariensis Valenciennes - Peixe-rei
- Oncorhynchus mykiss Walbaum - Truta-arco-íris
- Oreochromis sp. - Tilápia
- Oreochromis macrochir Boulenger macrochir - Tilápia
- Oreochromis mossambicus Peters - Tilápia
- Oreochromis niloticus Linnaeus niloticus - Tilápia
- Pachyurus bonariensis Steindachner - Corvina-de-rio
- Poecilia reticulata - guppy, lebiste
- Pygocentrus nattereri Kner - Piranha-vermelha
- Trachelyopterus lucenai Bertoletti, Pezzi da Silva & Pereira - Porrudo
- Trichogaster trichopterus Pallas - Tricogaster-azul

## Répteis e anfíbios
- Lithobates catesbeianus Shaw, 1802 - Rã-touro Americana Rana catesbeiana
- Trachemys dorbigni Duméril and Bibron - Tigre-d'água
- Trachemys scripta Schoepff elegans Wied-Neuwied - Tartaruga-de-orelha-vermelha
- Xenopus laevis Daudin - Rã-africana

## Aves
- Columba livia J. F. Gmelin - Pombo-doméstico
- Estrilda astrild Linnaeus - Bico-de-lacre
- Passer domesticus Linnaeus - Pardal

## Mamíferos

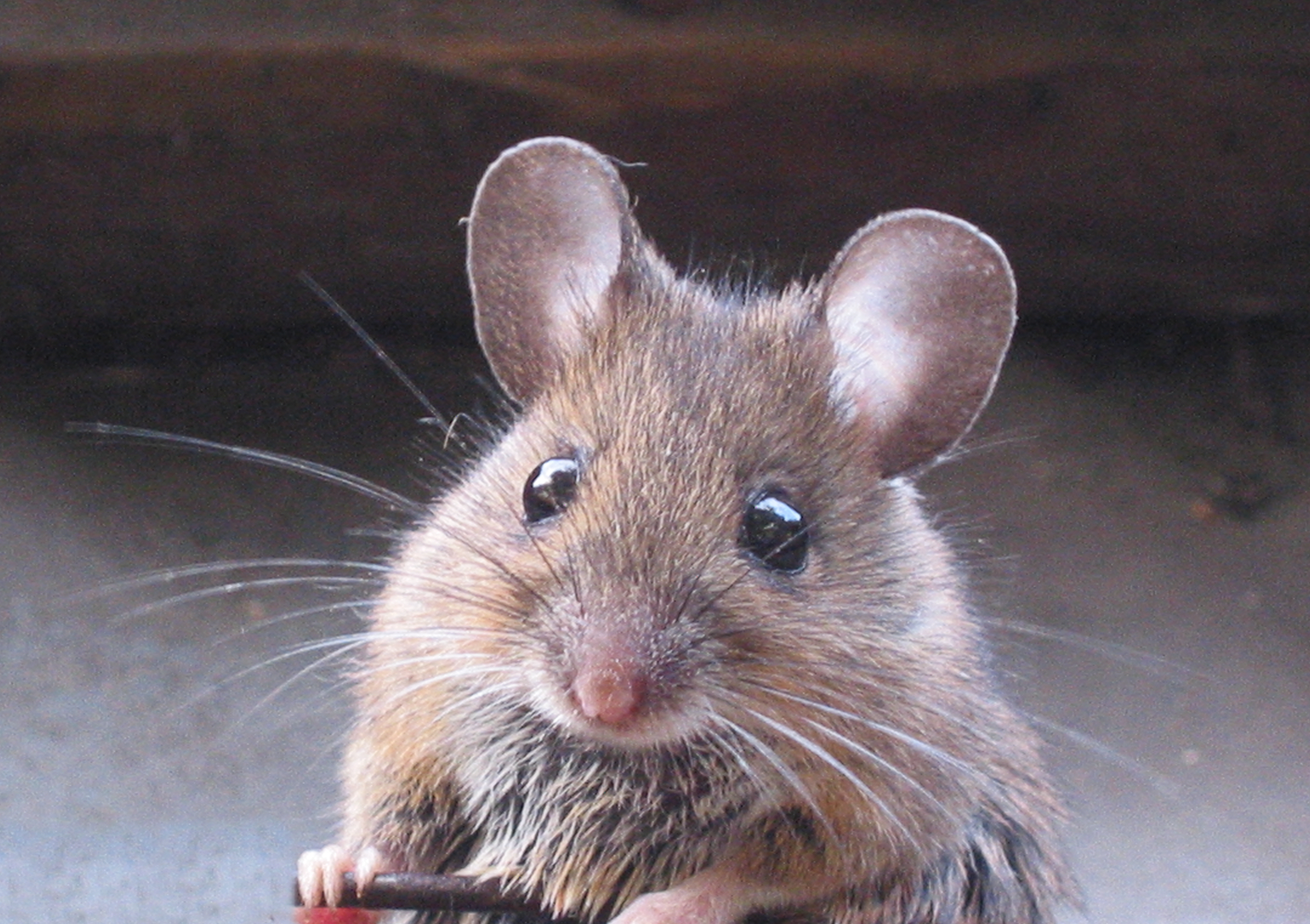
Camundongo (Mus musculus)

- Bubalus bubalis (Lineu, 1758) - Búfalo
- Callithrix jacchus (Lineu, 1758) - Mico-comum
- Callithrix penicillata (Hershkovitz, 1977) - Mico-estrela
- Canis lupus familiaris (Lineu, 1758) - Cão
- Capra aegagrus hircus (Lineu, 1758) - Cabra
- Cervus unicolor (Kerr, 1792) - Veado-sambar
- Felis silvestris catus (Lineu, 1758) - Gato-doméstico
- Lepus capensis[1] (Lineu, 1758) - Lebre-marrom-africana
- Lepus europaeus (Pallas, 1778) - Lebre-européia
- Mus musculus[1] (Lineu, 1758) - Camundongo
- Rattus norvegicus (Berkenhout, 1769) - Rato-castanho
- Rattus rattus[1] (Lineu, 1758) - Rato-preto
- Sus scrofa[2] (Lineu, 1758) - Javali